# Будинок Скарлато
Буди́нок Скарла́то — архітектурна пам'ятка міста Херсона. Збудований 1905 року.

## Історія
Михайло Савич Скарлато — відомий у Херсоні купець, представник молдавського боярського роду. У 1905 році він збудував красивий, заможно декорований в стилі бароко дім, який займав цілий квартал між вулицями Воронцовською (нині — вул. Ратушна), Вітовською (нині — вул. Театральна), Торговим провулком (нині — вул. Торгова) і Ганібалівською (нині — вул. Пилипа Орлика). У старому Херсоні це був найбільший та найзаможніший доходний будинок. Будівля виходила на головний міський ринок Привоз, а готель "Пасаж", розташований у будинку Скарлато, приймав переважно купців, поміщиків та прикажчиків великих контор.
За часів німецько-радянської війни дім було частково зруйновано, а після її закінчення відновлено силами німецьких військовополонених. Більша частина будинку була перебудована.
Нині на території будинку Скарлато знаходяться кілька закладів, здебільшого комерціного характеру: кафе, ресторани, крамниці.

## Відомі мешканці будинку
- Мейєрхольд Всеволод Емільович — театральний режисер, розробник оригінальної системи фізичного вдосконалення актора — біомеханіки
- Бережной Олександр Миколайович — художник-мариність, мандрівник
- Штрайхер Петро (Пейсах) Мойсейович  — лікар в лікарні Тропіних, завідувач фельдшерсько-акушерської школи